# إغربين (آيت حاتم الجنوبية)
إغربين هو دُوَّار يقع بجماعة بوقشمير، إقليم الخميسات، جهة الرباط سلا القنيطرة في المملكة المغربية. ينتمي الدوّار لمشيخة آيت حاتم الجنوبية التي تضم 3 دواوير. يقدر عدد سكانه بـ 923 نسمة حسب الإحصاء الرسمي للسكان والسكنى لسنة 2004.

## روابط خارجية
- البوابة الوطنية للجماعات الترابية
- المندوبية السامية للتخطيط